# Гринёво (Псковская область)
Гринёво — деревня в Себежском районе Псковской области России. Входит в городское поселение Идрица. В 2017 году проживали 5 человек.

## География
Находится на юго-западе региона, в центральной части района, в лесной местности около урочища Поддубье, деревень Ходотово, Лужки.
Уличная сеть не развита.

## Климат
умеренно-континентальный влажный.
Величина суммарной солнечной радиации достигает 78-88 ккал на 1 см² в год. Относительно большая облачность в течение года значительно уменьшает продолжительность солнечного сияния, которое составляет в среднем около 1700 часов в год (то есть около 40 % от возможной продолжительности за этот период для данных широт).
Среднегодовая температура воздуха составляет +4,8 С. Наиболее холодным месяцем является январь со среднемесячной температурой −7,5 С. Самый жаркий месяц — июль со среднемесячной температурой +17,4 С. За год выпадает в среднем 602 мм осадков, причем основная часть в теплый период с апреля по октябрь — 425 мм. Средняя относительная влажность воздуха наиболее холодного месяца — 84 %, наиболее теплого — 77 %, среднегодовая относительная влажность воздуха около 80 %. Снежный покров появляется во второй декаде ноября, сходит — в первой декаде апреля. Высота снежного покрова не превышает 24 см.

## История
В 1802—1924 годах земли поселения Гринева входили в Себежский уезд Витебской губернии.
В 1941—1944 гг. местность находилась под фашистской оккупацией войсками Гитлеровской Германии.
До 1995 года деревня входила в Мостищенский сельсовет. Постановлением Псковского областного Собрания депутатов от 26 января 1995 года все сельсоветы в Псковской области были переименованы в волости и деревня стала частью Мостищенской волости.
В 2015 году Мостищенская волость включена в городское поселение Идрица.

## Население
| 2001 | 2002 | 2010 |
| ---- | ---- | ---- |
| 10   | ↗16  | ↘4   |

Согласно результатам переписи 2002 года, в национальной структуре населения русские составляли 82 % от общей численности в 16 чел..

## Инфраструктура
Личное подсобное хозяйство.
Есть трансформаторная подстанция  ТП- 133-10-335.

## Транспорт
Деревня доступна по просёлочной дороге.